# Urkundenbuch der Stadt Basel
Das Urkundenbuch der Stadt Basel ist ein Urkundenbuch mit Urkunden der Stadt Basel das von 1890 bis 1910 durch die Historische und Antiquarische Gesellschaft zu Basel (HAG) in 11 Bänden herausgegeben wurde und den Zeitraum von 751 bis 1798 abdeckt.

## Geschichte
Eine erste Anregung zu einem Urkundenbuch der Stadt Basel erfolgte bereits 1836 durch Andreas Heusler. 1849 startete Joseph Trouillat das Projekt der Monuments de l’histoire de l’ancien évêché de Bâle und es kam zu Gesprächen über eine Kooperation, die jedoch zu keinem Ergebnis führten. Auch eine neuerliche Diskussion die 1853 nach Erscheinen des ersten Bandes der Monuments stattfand führte zu keinem Ergebnis. Zum 400. Jubiläum der Universität Basel 1860 wurde wiederum die Herausgabe eines Urkundenbuches diskutiert aber wegen mangelnder Vorarbeiten und Finanzmittel wurde das Projekt 1858 wieder zurückgestellt. Im März 1885 kam August Bernoulli wieder auf das Projekt zurück und auf der Basis gesunder Finanzen des Vereins kam es im Oktober 1885 zum Beschluss das Projekt nun zu starten, wobei die treibende Kraft Rudolf Wackernagel war. Die HAG bildete eine Urkundenbuchkommission der neben Wackernagel und Thommen, Albert Burckhardt, Andreas Heusler und Wilhelm Vischer angehörten und die den Gesamtplan, sowie die Grundsätze für das Projekt festlegte. Demnach sollte das Werk „die ganze Zeit des alten Basels, also bis zum Jahre 1798“ abdecken. Grundsätzlich sollten alle Urkunden aufgenommen werden, die von einer Einzelperson, Korporation oder Behörde ausgestellt wurden, die im Gebiet des jetzigen Kantons Basel-Stadt ansässig war. Methodisch wollte man sich an Theodor von Sickel ausrichten.
Mit Rudolf Thommen bearbeitete Wackernagel die ersten drei Bände und Ende 1888 startete die Subskription für die zunächst auf fünf Bände geplante Publikationsreihe und bereits zu Beginn des Jahres 1889 wurde mit dem Druck des Werkes im Verlag von C. Detloffs Buchhandlung begonnen. Ab dem vierten Band (Zeitraum ab 1301) wurden aufgrund der Fülle des Materials Einschränkungen vorgenommen. Nur noch politische Urkunden wurden in die Sammlung aufgenommen – Urkunden zu kirchlichen, gewerblichen und privatrechtlichen Vorgängen nicht mehr. Ab dem achten Band wurden weitere Einschränkungen vorgenommen. Bestallungsbriefe, Urkunden der Universität und zur Reformation wurden nun ebenfalls ausgespart. Bestallungen waren seit 1588 in den Amtsbüchern dokumentiert und die Urkunden der Universität sollten in einem eigenen Werk publiziert werden. Für die Urkunden und Akten zur Reformation startete die HAG ein eigenes Publikationsprojekt. Urkunden aus dem Gebiet des heutigen Kantons Basel-Land wurden ab 1512 berücksichtigt, soweit sie auch Basel-Stadt betreffen.

## Übersichtstabelle über die Urkundenbücher
Alle Bände erschienen in Basel und wurden durch die Historische und Antiquarische Gesellschaft zu Basel herausgegeben. Das Urkundenbuch erschien durchgängig im Verlag der C. Detloff’s Buchhandlung, die allerdings im Erscheinungszeitraum zweimal Inhaber und Namen wechselte.
Bis auf Band 11 sind alle Bände als Digitalisate verfügbar.
| Band | Bearbeiter                            | Zeitspanne    | erschienen                                         | Siegel-Tafeln |
| ---- | ------------------------------------- | ------------- | -------------------------------------------------- | ------------- |
| 1    | Rudolf Wackernagel und Rudolf Thommen | 751 bis 1267  | 1890, C. Detloffs Buchhandlung                     | I–XIV         |
| 2    | Rudolf Wackernagel und Rudolf Thommen | 1268 bis 1290 | 1893, R. Reich vormals C. Detloffs Buchhandlung    | XV–XVI        |
| 3    | Rudolf Wackernagel und Rudolf Thommen | 1291 bis 1298 | 1896, R. Reich vormals C. Detloffs Buchhandlung    | XVII–XIX      |
| 4    | Rudolf Wackernagel                    | 1301 bis 1381 | 1899, R. Reich vormals C. Detloffs Buchhandlung    |               |
| 5    | Rudolf Wackernagel                    | 1382 bis 1408 | 1900, R. Reich vormals C. Detloffs Buchhandlung    |               |
| 6    | August Huber                          | 1409 bis 1440 | 1902, R. Reich vormals C. Detloffs Buchhandlung    |               |
| 7    | Johannes Haller                       | 1441 bis 1454 | 1899, R. Reich vormals C. Detloffs Buchhandlung    |               |
| 8    | Rudolf Thommen                        | 1455 bis 1484 | 1901, R. Reich vormals C. Detloffs Buchhandlung    |               |
| 9    | Rudolf Thommen                        | 1485 bis 1522 | 1905, Helbing & Lichtenhahn vormals Reich-Detloffs | I–XIX         |
| 10   | Rudolf Thommen                        | 1523 bis 1600 | 1908, Helbing & Lichtenhahn vormals Reich-Detloffs |               |
| 11   | August Huber                          | 1601 bis 1798 | 1910, Helbing & Lichtenhahn vormals Reich-Detloffs |               |